# Sarcofago con amazzonomachia (museo di Santa Giulia)
Il sarcofago con amazzonomachia è un sarcofago frammentario in marmo bianco a grana grossa con venature azzurre (100×162×15 cm) di un anonimo maestro attico e databile al 220-230 d.C.. Il lato anteriore del sarcofago è esposto nel museo di Santa Giulia di Brescia.

## Storia
La lastra, che costituiva in origine il lato anteriore di un sarcofago, viene recuperata nell'ottobre 1998 durante il rifacimento del pavimento della chiesa di San Salvatore, in vista dell'allestimento museale dell'ex monastero di Santa Giulia. Era stata reimpiegata nel Basso Medioevo, epoca a cui risaliva la pavimentazione, con il lato a rilievo rivolto verso il basso, scelta probabilmente data dalla necessità di prezioso marmo proconnesio con cui rivestire la nuova superficie, recuperato infine con la spoliazione della vicina necropoli pagana. Nella stessa occasione sono stati recuperati anche altri frammenti di sarcofagi di età romana e tutte le sculture sono state pulite ed esposte nel neonato museo, nella sezione "La storia del monastero".

## Descrizione
L'opera raffigura una amazzonomachia, in cui sette Amazzoni con berretto, chitone, mantello e alti calzari, sono in lotta con sei guerrieri nudi. Si scorgono inoltre tre cavalli, due montati da Amazzoni e uno a terra. Il rilievo è intricato in modo drammatico e le figure sono disposte su più piani, a suggerire una profondità della scena. Una pausa significativa è data dalla coppia centrale con il guerriero nudo e l'Amazzone inginocchiata ai suoi piedi, rivolta verso l'osservatore, modellati su curvature contrapposte.
L'episodio raffigurato è probabilmente la mitica battaglia che ebbe luogo alle pendici dell'acropoli di Atene, quando le Amazzoni tentarono di liberare la loro regina Antiope, che era stata rapita e sposata da Teseo con l'aiuto di altri guerrieri ateniesi, oppure un'altra delle numerose amazzonomachie, più o meno note, narrate dalla mitologia greca, tra cui quella tra Achille e Pentesilea e rispettivi guerrieri. La battaglia potrebbe anche essere generica, dunque non ispirata a un particolare episodio mitologico: ciò era frequente in queste scene di battaglia, abbastanza diffuse sui fronti dei sarcofagi, i cui scultori si rifacevano a modelli più famosi senza riprenderne il significato iconografico.

## Stile
La grande lastra è quasi completamente integra e in buon stato di conservazione. La tecnica di lavorazione, il tipo di marmo, le soluzioni compositive e i riferimenti iconografici di alcune figure consentono di attribuire l'opera a un'officina dell'Attica, regione di Atene specializzata nella realizzazione di rilievi marmorei con scene di battaglie mitologiche, e di datarla tra il 220 e il 230 d.C.. Questi manufatti, per il pregio dei materiali impiegati e la lavorazione, erano in genere destinati a una committenza alta ed erano diffusi in tutto il bacino del Mediterraneo proprio tra il II e il III secolo d.C..
La presenza a Brescia di un sarcofago di questo tipo, infatti, è giustificata dalla presenza di numerose famiglie di rango senatorio proprio tra il II e il III secolo d.C., la cui esistenza è attestata dalle rinvenute epigrafi e iscrizioni funebri, tutte in grado, dal punto di vista economico e culturale, di importare opere di questo tipo per uso personale. Il trasferimento e successivo reimpiego dei sarcofagi nel monastero di Santa Giulia viene quindi facilitato dalla vicinanza del cenobio con la necropoli orientale della città, dove queste sepolture erano state riposte nei secoli precedenti.